# Добнер, Геласий
Геласий Добнер (настоящее имя и фамилия в миру — Феликс Иоб Добнер, в монашестве — Gelasius a Sancta Catharina) чеш. Gelasius Dobner; 30 мая 1719, Прага — 24 мая 1790, там же) — чешский учёный, монах ордена бедных регулярных христианских школ во имя Божией Матери, педагог. Первый предвестник чешского национального возрождения.

## Биография
Сын столяра. В семье все говорили на немецком языке. В начале обучался у иезуитов. В 1737 году вступил в орден пиаристов. Продолжая изучение философии и теологии, преподавал в школе пиаристов в Вене. Был учителем нескольких школ ордена в Богемии и Моравии.
В 1752 году добился разрешения чешской дворцовой канцелярии организовать первую пиаристскую школу в Праге, для которой на свои средства купил здание.
Под патронатом пражского епископа Вацлава Вокоуна получил возможность работать с историческими документами в церковных библиотеках Праги.
Став австрийским придворным историографом, получал небольшую годовую ренту от австрийской императрицы Марии Терезии, в результате исследований и анализа полученных данных установил границы Великой Моравии, занимался вопросами королевского титула князя Чехии Владислава II, старославянскими азбуками — кириллицей и глаголицей, церковнославянской Литургией.
Собирал исторические материалы, написал (исключительно по-латыни и по-немецки) много исследований по церковной и политической истории Чехии, по археологии, библиографии и т. д., и положил начало чешской исторической критики.
По желанию чешских членов своего монашеского ордена, издал чешскую хронику Вацлава Гаека в латинском переводе Викторина, присоединив к изданию свой обстоятельный комментарий, в котором доказал несостоятельность многочисленных исторических фальсификаций Гаека.
Кроме того, издал хронику активного участника гуситских войн Бартошека из Драгониц.

## Избранные исторические труды
Труды Геласия Добнера по чешской истории до сих пор имеют большое научное значение. Главные из них:
- Wenceslai Nagek a Liboezan,
- Annales Bohemorum e bohemica editione latine redditi et notis illustratis (Прага, 1761—1783)
- Monumenta historica Bohemiae nusquam ante hoc edita (Прага, 1764—1786).